# Manuel António de Sampaio Melo e Castro Moniz e Torres de Lusignano

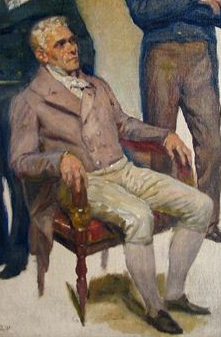
O Conde de Sampaio, em estudo (1920) para a tela As Cortes Constituintes de 1821, de Veloso Salgado

Manuel António de Sampaio Melo e Castro Moniz e Torres de Lusignano ou Manuel António Maria Baltasar de São Paio Melo e Castro Torres e Lusignan, 2.º conde e 1.º marquês de Sampaio, (Lisboa, 6 de Janeiro de 1762 – Lisboa, 29 de Setembro de 1841) foi um aristocrata, militar e político português. Entre outras funções, como membro do Conselho de Regência de 1807 que foi deixado em Lisboa para governar Portugal face à retirada da Corte para o Brasil.
Depois, em 1808, fez parte do Conselho de Governo de Junot.
Mais tarde foi vice-presidente da Junta Provisional do Governo Supremo do Reino constituída na sequência da Revolução Liberal do Porto e presidente da Secção de Convocação das Cortes da Junta Preparatória das Cortes. 
Eleitas as Cortes, foi escolhido para presidente do Conselho de Regência de 1821 que foi eleita pelas Cortes Gerais Extraordinárias e Constituintes da Nação Portuguesa para governar até à chegada a Portugal do rei D. João VI, cargo equivalente ao do actual Primeiro-Ministro. Participou na Belfastada, sendo obrigado a procurar asilo na emigração liberal. Estabilizado o regime liberal, foi eleito deputado e nomeado par do Reino.